# Manfred Merkel (Kanute)
Manfred Merkel (* 3. November 1938) ist ein deutscher Kanuslalom-Weltmeister aus Meuselwitz in Thüringen. Mit seinem Bruder Günther Merkel wurde er siebenmal Welt- und dreimal Vizeweltmeister im Wildwasser-Sport. Manfred Merkel war Oberassistent in der Lehre und war in der Biomechanik-Forschung bei Gerhard Hochmuth tätig. Durch politische Entscheidungen traf ihn 1972 das Berufs- und Veröffentlichungsverbot. Nach 1990 hatte Manfred Merkel Leitungsverantwortungen, bis hin zum Dezernenten.

## Leben
Manfred Merkel wuchs mit drei Geschwistern (Renate, * 1931, † 2014), Günter (* 1937) und Lia (* 1940)  in Meuselwitz auf. Beide Eltern stammten aus Leipzig. Sein Vater Arthur (1902–1964) war Lokführer und seine Mutter Klara (1908–2014) Hausfrau. Er besuchte 1944–1952 die Erich-Mäder-Schule für Jungen. Nach dem Abitur an der Friedrich-Engels-Oberschule (1952–1956) in Meuselwitz studierte von 1956 bis 1960 Mathematik und Physik auf Lehramt an der Karl-Marx-Universität Leipzig.
Ab 1961 war Merkel mit der Ruderin Hannelore Kretzschmar († 2013) verheiratet. 1966 wurde der gemeinsame Sohn geboren.

## Sportliche Karriere
Merkels Karriere begann beim BSG Motor Meuselwitz. 1956 wurde er Jugendmeister des Bezirkes Leipzig in der Kategorie Faltboot-Einer. Mit Studienbeginn an der Karl-Marx-Universität in Leipzig meldete er sich beim SC DHfK, Sektion Kanu-Slalom an.
Mit Rita Behrend zusammen erreichte er im Zweier-Canadier ein gutes Wettkampfergebnis. Weitere Erfolge erlangten sie in den Wettbewerben der Jahre 1958 und 1959. Bei den „Gesamtdeutschen Meisterschaften“ 1958 in Rathenow belegten sie den 1. Platz und galten somit 33 Jahre als Gesamtdeutsche Meister, da diese Meisterschaften erst 1991 nach der Einheit Deutschlands wieder stattfanden.
1959 in Genf (CH) erreichte das Team Jugel-Merkel einen Sieg bei den Weltmeisterschaften. Einen zweiten WM-Platz erlangte sein Bruder Günter im Team Tröger-Merkel. Danach beschlossen die Brüder, zusammen in einem Zweier-Canadier anzutreten und erlangten achtmal Welt- und dreimal Vizeweltmeister-Titel im Wildwasser-Sport. Mit diesen Ergebnissen und dem ersten WM-Titel mit Rita Behrend 1959 in Genf gehört Manfred Merkel zu den erfolgreichsten Sportlern der DDR.
Merkel war außer seiner Hauptsportart auch in verschiedenen anderen Sportarten aktiv, so im Feldhandball, Volleyball, Geräteturnen, Krafttraining, Ski-Langlauf und in der Felskletterei.

## Berufliche Tätigkeit
1960 wurde er nach seinem Studium Mitarbeiter an der Deutschen Hochschule für Körperkultur Leipzig (DHfK). Er begann als wissenschaftlicher Assistent im Bereich Biomechanik bei Gerhard Hochmuth, bei dem er auch mit „summa cum laude“ promovierte.
In Vorbereitung der Olympischen Spiele 1972 in München wurde ihm jedoch mitgeteilt, dass ab sofort seine Teilnahme an der DDR-Leistungssport-Forschung nicht mehr möglich sei und er die Hochschule zu verlassen habe. Als Grund hierfür bestätigte sich 1990 die Flucht seiner Schwester nach Österreich. Innerhalb weniger Stunden musste er alle Unterlagen übergeben und erhielt ein Veröffentlichungsverbot. In Folge erlitt er einen psychischen und physischen Zusammenbruch.
Im Bereich Sportmedizin durfte er dann doch an der Hochschule weiterarbeiten und wurde später als Verantwortlicher im Bereich Biomechanik eingesetzt, jedoch weiterhin mit der Restriktion, weder in die Kanuforschung noch in eine andere Leistungssport-Forschung integriert zu werden.
1977 verließ er die DHfK und wechselte zur TH Leipzig, wo er als „Wissenschaftlicher Sekretär“ des Sektionsdirektors im Verwaltungsbereich tätig wurde. 1990 wurde er zum Dezernent für Studienangelegenheiten an die HTWK Leipzig berufen.
Er forschte jedoch privat weiter und wurde als wissenschaftlicher Berater an das Wissenschaftliche Zentrum Schießen der Gesellschaft für Sport und Technik (GST) in Seuhl berufen.

## Gesellschaftliches Engagement
Nach Beendigung seiner Leistungssport-Karriere war Merkel Vorsitzender der Slalom-Kommission des Bezirkes Leipzig und stellvertretender Vorsitzender der Sektion Kanu-Slalom des Sport-Clubs DHfK. In den Jahren von 1969 bis 1971 wurde er zum ehrenamtlichen Leiter des Wissenschaftlichen Zentrums des Deutschen-Kanu-Sport-Verbandes der DDR berufen. Damit war er zugleich Präsidiumsmitglied des Verbandes. 1971 absolvierte er einen mehrwöchigen Einsatz als Trainer der Nationalmannschaft der UdSSR im Kaukasus.
Seit Gründung des „Fördervereins Sächsisches Sportmuseum Leipzig e.V.“ im Jahr 1991 gehörte er zu dessen Leitung; von 2003 bis 2009 als Vorsitzender. 2011 wurde er als erster aus den neuen Bundesländern in die Jury der „Hall of fame des deutschen Sports“ berufen.